# Megaphthalma americana
Megaphthalma americana är en tvåvingeart som beskrevs av Malloch 1924. Megaphthalma americana ingår i släktet Megaphthalma och familjen kolvflugor. Inga underarter finns listade i Catalogue of Life.